# توني بادغر
توني بادغر (بالإنجليزية: Tony Badger)‏ هو مؤرخ بريطاني، ولد في 6 مارس 1947.